# Desis crosslandi
Espèce
Desis crosslandi est une espèce d'araignées aranéomorphes de la famille des Desidae.

## Distribution
Cette espèce se rencontre en Tanzanie à Unguja et à Madagascar.

## Description
La femelle holotype mesure 10 mm.

## Étymologie
Cette espèce est nommée en l'honneur de Cyril Crossland.

## Publication originale
- Pocock, 1903 : On a new species of marine spider of the genus Desis from Zanzibar. Proceedings of the Zoological Society of London, vol. 1902, p. 389-392 (texte intégral).